# Anicet Andrianantenaina
Anicet Andrianantenaina Abel, noto semplicemente come Anicet (Antananarivo, 13 marzo 1990), è un ex calciatore malgascio, di ruolo centrocampista.

## Carriera

### Club
Muove i suoi primi passi nelle giovanili dell'Ajesaia, in Madagascar. Complice l'assenza di una lega professionistica in Madagascar, nel 2004 si trasferisce in Francia all'Auxerre, che lo aggrega al proprio settore giovanile. L'8 settembre 2011 si trasferisce in Bulgaria, accordandosi a parametro zero con il PSFK Černomorec Burgas, firmando un triennale. Il 23 gennaio 2012 viene tesserato dal CSKA Sofia. Il 19 luglio 2012 esordisce nelle competizioni europee contro il Mura 05 (0-0), incontro preliminare valido per l'accesso alla fase a gironi di UEFA Europa League.
Dopo essersi messo in evidenza con il Botev Plovdiv, il 4 luglio 2014 viene acquistato dal Ludogorec. Esordisce con i bulgari il 16 luglio in Ludogorets-F91 Dudelange (4-0), partita di qualificazione alla fase finale di Champions League, subentrando al 63' al posto di Marcelinho e bagnando l'esordio con una rete. A fine stagione vince il campionato, il quarto nella storia del Ludogorets. Il 20 luglio 2021 rescinde consensualmente il proprio contratto.
Il 25 ottobre 2021 firma un contratto annuale con il Future, nel campionato egiziano. Il 5 agosto 2022 torna in Bulgaria, accordandosi con il Beroe.

### Nazionale
Esordisce in nazionale il 6 settembre 2015 in Madagascar-Angola (0-0), partita di qualificazione alla Coppa d'Africa 2017. Mette a segno la sua prima rete in nazionale il 13 ottobre 2015 contro la Repubblica Centrafricana (2-2), in un incontro valido per l'accesso alla fase finale dei Mondiali 2018.
Il 17 maggio 2019 viene incluso dal CT Nicolas Dupuis tra i 23 convocati alla Coppa d'Africa 2019; per il Madagascar si tratta della prima partecipazione nella storia al torneo continentale. Esordisce nella competizione il 22 giugno contro la Guinea (2-2 il finale), segnando la rete del provvisorio 1-1. Il 28 maggio 2022 annuncia il ritiro dalla nazionale.

## Statistiche

### Presenze e reti nei club
Statistiche aggiornate al 2 aprile 2023.
| Stagione         | Squadra                | Campionato       | Campionato | Campionato | Coppe nazionali | Coppe nazionali | Coppe nazionali | Coppe continentali | Coppe continentali | Coppe continentali | Altre coppe | Altre coppe | Altre coppe | Totale | Totale |
| Stagione         | Squadra                | Comp             | Pres       | Reti       | Comp            | Pres            | Reti            | Comp               | Pres               | Reti               | Comp        | Pres        | Reti        | Pres   | Reti   |
| ---------------- | ---------------------- | ---------------- | ---------- | ---------- | --------------- | --------------- | --------------- | ------------------ | ------------------ | ------------------ | ----------- | ----------- | ----------- | ------ | ------ |
| 2008-2009        | Auxerre 2              | CFA              | 2          | 0          | -               | -               | -               | -                  | -                  | -                  | -           | -           | -           | 2      | 0      |
| 2009-2010        | Auxerre 2              | CFA              | 21         | 3          | -               | -               | -               | -                  | -                  | -                  | -           | -           | -           | 21     | 3      |
| 2010-2011        | Auxerre 2              | CFA              | 19         | 1          | -               | -               | -               | -                  | -                  | -                  | -           | -           | -           | 19     | 1      |
| Totale Auxerre 2 | Totale Auxerre 2       | Totale Auxerre 2 | 42         | 4          |                 | -               | -               |                    | -                  | -                  |             | -           | -           | 42     | 4      |
| 2011-2012        | PSFK Černomorec Burgas | A-PFG            | 11         | 6          | CB              | 1               | 0               | -                  | -                  | -                  | -           | -           | -           | 12     | 6      |
| 2012-2013        | CSKA Sofia             | A-PFG            | 26         | 6          | CB              | 4               | 2               | UEL                | 2                  | 0                  | -           | -           | -           | 32     | 8      |
| 2013-2014        | Botev Plovdiv          | A-PFG            | 25+10      | 10         | CB              | 9               | 1               | UEL                | 6                  | 0                  | -           | -           | -           | 50     | 11     |
| 2014-2015        | Ludogorec              | A-PFG            | 18+4       | 3          | CB              | 6               | 0               | UCL                | 8                  | 1                  | SB          | 0           | 0           | 36     | 4      |
| 2015-2016        | Ludogorec              | A-PFG            | 21         | 0          | CB              | 1               | 0               | UCL                | 1                  | 0                  | SB          | 1           | 0           | 24     | 0      |
| 2016-2017        | Ludogorec              | A-PFG            | 18+7       | 0+1        | CB              | 5               | 1               | UCL+UEL            | 9+2                | 0                  | -           | -           | -           | 41     | 2      |
| 2017-2018        | Ludogorec              | A-PFG            | 23+1       | 5          | CB              | 2               | 0               | UCL+UEL            | 4+10               | 1+0                | SB          | 1           | 0           | 41     | 6      |
| 2018-2019        | Ludogorec              | A-PFG            | 6+9        | 0          | CB              | 1               | 0               | UCL+UEL            | 0                  | 0                  | SB          | 0           | 0           | 16     | 0      |
| 2019-2020        | Ludogorec              | A-PFG            | 18+4       | 1          | CB              | 1               | 0               | UCL+UEL            | 0+12               | 1                  | SB          | 0           | 0           | 35     | 2      |
| 2020-2021        | Ludogorec              | A-PFG            | 19+2       | 1          | CB              | 5               | 1               | UCL+UEL            | 1+6                | 0                  | SB          | 1           | 0           | 34     | 2      |
| Totale Ludogorec | Totale Ludogorec       | Totale Ludogorec | 123+27     | 10+1       |                 | 21              | 2               |                    | 53                 | 3                  |             | 3           | 0           | 227    | 16     |
| 2021-2022        | Future                 | PL               | 6          | 0          | CE              | 1               | 0               | -                  | -                  | -                  | -           | -           | -           | 7      | 0      |
| 2022-gen. 2023   | Beroe                  | A-PFG            | 11         | 0          | CB              | 0               | 0               | -                  | -                  | -                  | -           | -           | -           | 11     | 0      |
| gen.-giu. 2023   | Maccabi Bnei Reineh    | Lh               | 7+2        | 0          | CI+CdL          | -               | -               | -                  | -                  | -                  | -           | -           | -           | 9      | 0      |
| Totale carriera  | Totale carriera        | Totale carriera  | 290        | 37         |                 | 36              | 5               |                    | 61                 | 3                  |             | 3           | 0           | 390    | 45     |

### Cronologia presenze e reti in nazionale
| Cronologia completa delle presenze e delle reti in nazionale ― Madagascar | Cronologia completa delle presenze e delle reti in nazionale ― Madagascar | Cronologia completa delle presenze e delle reti in nazionale ― Madagascar | Cronologia completa delle presenze e delle reti in nazionale ― Madagascar | Cronologia completa delle presenze e delle reti in nazionale ― Madagascar | Cronologia completa delle presenze e delle reti in nazionale ― Madagascar | Cronologia completa delle presenze e delle reti in nazionale ― Madagascar | Cronologia completa delle presenze e delle reti in nazionale ― Madagascar |
| Data                                                                      | Città                                                                     | In casa                                                                   | Risultato                                                                 | Ospiti                                                                    | Competizione                                                              | Reti                                                                      | Note                                                                      |
| ------------------------------------------------------------------------- | ------------------------------------------------------------------------- | ------------------------------------------------------------------------- | ------------------------------------------------------------------------- | ------------------------------------------------------------------------- | ------------------------------------------------------------------------- | ------------------------------------------------------------------------- | ------------------------------------------------------------------------- |
| 6-9-2015                                                                  | Antananarivo                                                              | Madagascar                                                                | 0 – 0                                                                     | Angola                                                                    | Qual. Coppa d'Africa 2017                                                 | -                                                                         |                                                                           |
| 10-10-2015                                                                | Antananarivo                                                              | Rep. Centrafricana                                                        | 0 – 3                                                                     | Madagascar                                                                | Qual. Mondiali 2018                                                       | -                                                                         |                                                                           |
| 13-10-2015                                                                | Antananarivo                                                              | Madagascar                                                                | 2 – 2                                                                     | Rep. Centrafricana                                                        | Qual. Mondiali 2018                                                       | 1                                                                         |                                                                           |
| 13-11-2015                                                                | Antananarivo                                                              | Madagascar                                                                | 2 – 2                                                                     | Senegal                                                                   | Qual. Mondiali 2018                                                       | -                                                                         | 51’                                                                       |
| 17-11-2015                                                                | Dakar                                                                     | Senegal                                                                   | 3 – 0                                                                     | Madagascar                                                                | Qual. Mondiali 2018                                                       | -                                                                         |                                                                           |
| 11-11-2017                                                                | Saint-Leu-la-Forêt                                                        | Comore                                                                    | 1 – 1                                                                     | Madagascar                                                                | Amichevole                                                                | -                                                                         | 79’                                                                       |
| 23-3-2019                                                                 | Thiès                                                                     | Senegal                                                                   | 2 – 0                                                                     | Madagascar                                                                | Qual. Coppa d'Africa 2019                                                 | -                                                                         | 66’                                                                       |
| 2-6-2019                                                                  | Lussemburgo                                                               | Lussemburgo                                                               | 3 – 3                                                                     | Madagascar                                                                | Amichevole                                                                | -                                                                         |                                                                           |
| 7-6-2019                                                                  | Bondoufle                                                                 | Kenya                                                                     | 1 – 0                                                                     | Madagascar                                                                | Amichevole                                                                | -                                                                         |                                                                           |
| 14-6-2019                                                                 | Marrakech                                                                 | Madagascar                                                                | 1 – 3                                                                     | Mauritania                                                                | Amichevole                                                                | -                                                                         | 51’                                                                       |
| 22-6-2019                                                                 | Alessandria d'Egitto                                                      | Guinea                                                                    | 2 – 2                                                                     | Madagascar                                                                | Coppa d'Africa 2019 - 1º turno                                            | 1                                                                         |                                                                           |
| 27-6-2019                                                                 | Alessandria d'Egitto                                                      | Madagascar                                                                | 1 – 0                                                                     | Burundi                                                                   | Coppa d'Africa 2019 - 1º turno                                            | -                                                                         |                                                                           |
| 30-6-2019                                                                 | Alessandria d'Egitto                                                      | Madagascar                                                                | 2 – 0                                                                     | Nigeria                                                                   | Coppa d'Africa 2019 - 1º turno                                            | -                                                                         |                                                                           |
| 7-7-2019                                                                  | Alessandria d'Egitto                                                      | Madagascar                                                                | 2 – 2 dts (4 – 2 dtr)                                                     | RD del Congo                                                              | Coppa d'Africa 2019 - Ottavi di finale                                    | -                                                                         |                                                                           |
| 11-7-2019                                                                 | Il Cairo                                                                  | Madagascar                                                                | 0 – 3                                                                     | Tunisia                                                                   | Coppa d'Africa 2019 - Quarti di finale                                    | -                                                                         | 86’                                                                       |
| 16-11-2019                                                                | Antananarivo                                                              | Madagascar                                                                | 1 – 0                                                                     | Etiopia                                                                   | Qual. Coppa d'Africa 2021                                                 | -                                                                         | Cap.                                                                      |
| 19-11-2019                                                                | Niamey                                                                    | Niger                                                                     | 2 – 6                                                                     | Madagascar                                                                | Qual. Coppa d'Africa 2021                                                 | 1                                                                         | Cap.                                                                      |
| 2-9-2021                                                                  | Antananarivo                                                              | Madagascar                                                                | 0 – 1                                                                     | Benin                                                                     | Qual. Mondiali 2022                                                       | -                                                                         | Cap.                                                                      |
| 7-9-2021                                                                  | Dar es Salaam                                                             | Tanzania                                                                  | 3 – 2                                                                     | Madagascar                                                                | Qual. Mondiali 2022                                                       | -                                                                         | Cap. 76’                                                                  |
| Totale                                                                    |                                                                           | Presenze                                                                  | 19                                                                        |                                                                           | Reti                                                                      | 3                                                                         |                                                                           |

## Palmarès

### Club

#### Competizioni nazionali
- Campionato bulgaro: 7

Ludogorec: 2014-2015, 2015-2016, 2016-2017, 2017-2018, 2018-2019, 2019-2020, 2020-2021
- Supercoppa di Bulgaria: 3

Ludogorec: 2014, 2018, 2019